# Geoparque Açores
Geoparque Açores é um geoparque que integra desde 2013 a Rede Europeia de Geoparques como Açores Geoparque Mundial da UNESCO. O Geoparque Açores é uma estrutura voltada para a conservação da rica e vasta geodiversidade e do importante património geológico dos Açores, composto por 121 geossítios de interesse científico, pedagógico e turístico, repartidos por todas as ilhas do arquipélago e ainda pelos fundos da zona marinha envolvente.

## Descrição
O  Geoparque Açores é uma rede de 121 geossítios, geograficamente dispersos pelas nove ilhas vulcânicas do arquipélago dos Açores e pela região oceânica circundante. Esta rede é gerida pela associação GEOAÇORES – Associação Geoparque Açores, uma associação sem fins lucrativos, com sede na Horta, na ilha do Faial, criada por escritura pública a 19 de maio de 2010. Faz parte da Rede Europeia de Geoparques e da Rede Mundial de Geoparques da UNESCO (a rede Geoparques Mundiais da UNESCO). A missão da Associação é assegurar a conservação geológica, a educação ambiental e o desenvolvimento sustentável, promovendo o bem-estar da população e o respeito pelo ambiente.
Em resultado do carácter arquipelágico dos Açores, o Geoparque Açores assenta numa rede de geossítios, dispersos pelas nove ilhas e zona marinha envolvente, visando garantir a representatividade da geodiversidade que caracteriza o território açoriano e a sua história geológica e eruptiva, aplicando estratégias de conservação e promoção comuns a todo o território, baseadas numa estrutura de gestão descentralizada e com apoio em todas as ilhas.
Os geossítios identificados nos Açores representam elementos de geodiversidade com excecional valor e com potencial para diversos tipos de uso. O Geoparque Açores inclui vulcões, caldeiras, lagoas, campos lávicos, fumarolas, águas termais, grutas e algares vulcânicos, fajãs, escarpas de falha e depósitos fossilíferos marinhos, entre outros elementos.
A par deste património, existem no arquipélago outros valores patrimoniais de referência, como é o caso de uma rica biodiversidade e património arquitetónico, cultural, etnográfico e imaterial de inegável valor, que o Geoparque associa aos elementos caracterizadores do património geológico.

### Conceito
O conceito subjacente à criação do Geoparque Açores é o estabelecido pela UNESCO, entidade que define um geoparque como uma área territorial com limites claramente definidos, que inclui um património geológico excecional associado a uma estratégia de desenvolvimento sustentável que promova o bem-estar da população, mantendo o respeito pelo ambiente. Esta estratégia de desenvolvimento sustentável assenta em três componentes principais: (1) a geoconservação; (2) a educação; e (3) o geoturismo. A geoconservação tem como objetivo salvaguardar o património geológico de uma dada região para as gerações futuras; a educação pretende promover o estudo das geociências junto da escolas, assim como do público em geral; e o geoturismo estimular a criação de atividades económicas suportadas na geodiversidade da região, envolvendo para isso a comunidade local.
Em consequência dos requisitos atrás apontados, um geoparque deve incluir um conjunto de sítios significativos de interesse geológico, os geossítios, selecionados com base nas suas características únicas ou raras ou que tenham relevância científica, cultural, económica, cénica ou estética. Os geossítios são locais de interesse geológico com valor científico, estético, educacional ou económico. Do mesmo modo, a estrutura do geoparque deve considerar a ecologia, história ou valor cultural dos geossítios, juntamente com as suas infraestruturas temáticas ou comparáveis, se possível interligadas em rede, por trilhos ou rotas.
Para poder integrar a rede de Geoparques Mundiais da UNESCO, o geoparque deve possuir um determinado conjunto de sítios de importância internacional, nacional ou regional, que permitam contar e aprender a história geológica da região. O geoparque deve também dar destaque à proteção e divulgação dos valores arqueológicos, ecológicos, históricos e culturais da região onde se insere.
O Geoparque Açores cumpre os requisitos atrás apontados, razão pela qual foi admitido na rede de Geoparques Mundiais da UNESCO ao ser reconhecido como Geoparque Europeu a 21 de março de 2013. Com o lema «Geoparque Açores: 9 ilhas, 1 geoparque», foi criado em 2010, assente na constatação que a paisagem do arquipélago dos Açores exibe um vasto conjunto de formas, rochas e estruturas ímpares, que derivam, entre outros fatores, da natureza dos magmas, do tipo de erupção que as originou, da sua dinâmica e da posterior atuação dos agentes externos. A geodiversidade presente nos Açores retrata, ainda, elementos intimamente ligados às dinâmicas do planeta Terra e, em especial, ao vulcanismo e à geotectónica, constituindo, assim, um laboratório natural de geodiversidade vulcânica.
Assim, tendo por base o valor da geodiversidade dos Açores e a importância das suas paisagens vulcânicas, o Geoparque Açores, alia uma estratégia de geoconservação a políticas de educação e sensibilização ambientais e à promoção de um desenvolvimento socioeconómico sustentável baseado no geoturismo. Devido à sua natureza, o conceito que serviu de base à criação do Geoparque Açores baseia-se em vários objetivos:
- Conservação e preservação de geossítios de particular importância, explorando e desenvolvendo métodos de geoconservação, de modo a proteger o património geológico para as gerações futuras;
- Educação ambiental para promover a sensibilização do público para a importância do património geológico e a sua contribuição para o ambiente envolvente; apoiar a investigação e divulgação científica, bem como incentivar o diálogo entre os geocientistas e as comunidades locais;
- Estimular a atividade económica e o desenvolvimento sustentável, através da promoção do turismo de natureza e rural (especialmente o geoturismo) visando o desenvolvimento socioeconómico das populações; desenvolver a valorização do património natural e cultural, no sentido da revitalização de atividades e produtos tradicionais de excelência e qualidade.

O Geoparque implementou várias rotas e trilhos em todas as ilhas para descobrir as paisagens vulcânicas. Além disso, organiza atividades educativas ao longo do ano para aumentar a consciência ambiental dos residentes e visitantes.

### Enquadramento geográfico
Com o seu extremo sueste situado 1360 km a oeste da costa ocidental portuguesa e a cerca de 880 km a noroeste da ilha da Madeira, e com o seu extremo noroeste a aproximadamente 1925 km a sueste de Cape Race, no extremo sul da Terra Nova e Labrador, o Geoparque Açores inclui vários sítios geologicamente significativos em todas as nove ilhas do arquipélago e no fundo do mar dos Açores. Estão identificados 121 geossítios nas nove ilhas, a maioria dos quais com relevância internacional ou nacional. O Geoparque estende-se por uma área de 12 884 km2, incluindo 2 324 km2 de território marinho. Entre estes geossítios, 57 foram considerados locais prioritários para a aplicação de estratégias de geoconservação ou para programas de valorização.
O arquipélago dos Açores inclui uma rica e vasta geodiversidade, e um importante património geológico, compreendendo vários locais de interesse para a comunidade científica e didática, para além da sua importância socioeconómica para o turismo. Por ser localizado num arquipélago, o Geoparque Açores é disperso: garantindo uma geodiversidade representativa que caracteriza o território açoriano; manifestando-se numa história baseada no vulcanismo geológico e ativo; com estratégias de conservação que são comuns; e assente numa estrutura de gestão descentralizada com apoios em todas as ilhas.
A história geológica açoriana caracteriza-se por um conjunto de elementos diversificados que incluem, mas não se limitam, a vulcões, caldeiras, lagos, campos de lava, fumarolas, fontes e águas termais, grutas vulcânicas, fajãs, escarpas de falhas e depósitos de fósseis marinhos. Para além deste património, existem outros valores de referência no arquipélago, como a sua rica biodiversidade, arquitetura, cultura e etnografia.

### Geossítios
O Geoparque Açores assenta numa rede de geossítios dispersos pelas nove ilhas e zona oceânica envolvente do arquipélago, que garantem a representatividade da geodiversidade açoriana e traduzem a sua história geológica e eruptiva, com estratégias de conservação e promoção comuns. No Geoparque estão identificados e integrados 121 geossítios, dos quais 57 foram selecionados como prioritários para a implementação de estratégias de geoconservação e ações de valorização. Os geossítios identificados nos Açores representam elementos da sua geodiversidade com excecional valor e com potencial para diversos tipos de uso. Os 121 geossítios do  Geoparque Açores têm a seguinte distribuição:
| Geossítios do Geoparque Açores Açores Geoparque Mundial da UNESCO | Geossítios do Geoparque Açores Açores Geoparque Mundial da UNESCO         | Geossítios do Geoparque Açores Açores Geoparque Mundial da UNESCO | Geossítios do Geoparque Açores Açores Geoparque Mundial da UNESCO | Geossítios do Geoparque Açores Açores Geoparque Mundial da UNESCO |
| Código                                                            | Geossítio                                                                 | Principais sítios | Características geológicas | Coord. Área (km²)                                                 |
| Corvo                                                             | Corvo                                                                     | Corvo | Corvo | Corvo                                                             |
| ----------------------------------------------------------------- | ------------------------------------------------------------------------- | --- | --- | ----------------------------------------------------------------- |
| COR 1                                                             | Caldeirão                                                                 | Lagoa do Caldeirão | Cratera vulcânica revestida por turfeiras e com lagoa no fundo | --                                                                |
| COR 2                                                             | Fajã lávica de Vila do Corvo                                              | Vila do Corvo | Delta lávico | --                                                                |
| COR 3                                                             | Ponta do Marco                                                            | Ponta do Marco Gruta da Ponta do Marco Estátua equestre do Corvo | Dique basáltico | --                                                                |
| COR 4                                                             | Cova Vermelha                                                             | Cova Vermelha Coroinha | Coroinha e arriba do Pingas | --                                                                |
| Flores                                                            |                                                                           | | |                                                                   |
| FLO 1                                                             | Caldeiras Negra, Comprida, Seca e Branca                                  | Lagoa Negra Lagoa Comprida Lagoa Seca Lagoa Branca | Lagoas instaladas em crateras de erupção freática | --                                                                |
| FLO 2                                                             | Caldeiras Funda e Rasa                                                    | Lagoa Rasa Lagoa Funda das Lajes | Lagoas instaladas em crateras de erupção freática | --                                                                |
| FLO 3                                                             | Fajã Grande e Fajãzinha                                                   | Fajã Grande Fajãzinha | Fajãs detríticas criadas por escorregamento. | --                                                                |
| FLO 4                                                             | Pico da Sé                                                                | Pico da Sé | Agulha vulcânica restos de um cone vulcânico dissecado pela erosão. | --                                                                |
| FLO 5                                                             | Ponta da Rocha Alta e Fajã de Lopo Vaz                                    | Fajã de Lopo Vaz | Fajã detrítica. | --                                                                |
| FLO 6                                                             | Rocha dos Bordões                                                         | Rocha dos Bordões | Falésia basáltica com disjunção prismática. | --                                                                |
| FLO 7                                                             | Costa Nordeste                                                            | Costa Nordeste | Falésia costeira. | --                                                                |
| FLO 8                                                             | Filão dos Frades                                                          | Filão dos Frades | Falésia costeira com filão basáltico. | --                                                                |
| FLO 9                                                             | Litoral de Santa Cruz                                                     | Santa Cruz das Flores | Falésia costeira. | --                                                                |
| FLO 10                                                            | Ponta do Albernaz - Ponta Delgada                                         | Farol da Ponta do Albernaz Ponta Delgada das Flores | Falésia costeira. | --                                                                |
| FLO 11                                                            | Vale da Ribeira da Cruz e Ponta da Caveira                                | Ribeira da Cruz Ponta da Caveira | -- | --                                                                |
| FLO 12                                                            | Vale das Ribeiras da Badanela e Além Fazenda                              | Ribeira da Badanela Ribeira de Além Fazenda | Vale de ribeira | --                                                                |
| FLO 13                                                            | Vale e fajã lávica das Lajes                                              | Lajes das Flores | Delta lávico | --                                                                |
| FLO 14                                                            | Ilhéu de Monchique                                                        | Ilhéu de Monchique | Ilhéu | --                                                                |
| Faial                                                             |                                                                           | | |                                                                   |
| FAI 1                                                             | Caldeira                                                                  | Caldeira do Faial | Caldeira | --                                                                |
| FAI 2                                                             | Graben de Pedro Miguel                                                    | Pedro Miguel | Graben | --                                                                |
| FAI 3                                                             | Monte da Guia                                                             | Monte da Guia Porto Pim | Cone costeiro | --                                                                |
| FAI 4                                                             | Morro do Castelo Branco                                                   | Morro de Castelo Branco | Cone costeiro (fonolítico) | --                                                                |
| FAI 5                                                             | Península do Capelo                                                       | Capelo | Estrutura vulcânica | --                                                                |
| FAI 6                                                             | Vulcão dos Capelinhos e Costado da Nau                                    | Vulcão dos Capelinhos Costado da Nau | Estrutura vulcânica | --                                                                |
| FAI 7                                                             | Arriba fóssil da Praia do Norte                                           | Praia do Norte Fajã da Praia do Norte | Arriba fóssil | --                                                                |
| FAI 8                                                             | Arriba fóssil do Varadouro                                                | Varadouro Termas do Varadouro | Arriba fóssil e nascente termal | --                                                                |
| FAI 9                                                             | Ponta Furada                                                              | Ponta Furada | Estrutura vulcânica | --                                                                |
| Pico                                                              |                                                                           | | |                                                                   |
| PIC 1                                                             | Arriba fóssil de Santo António - São Roque                                | Santo António Cais do Pico | Arriba fóssil | --                                                                |
| PIC 2                                                             | Fajã lávica das Lajes do Pico                                             | Lajes do Pico | Fajã lávica | --                                                                |
| PIC 3                                                             | Gruta das Torres                                                          | Gruta das Torres | Tubo lávico | --                                                                |
| PIC 4                                                             | Ilhéus da Madalena                                                        | Ilhéus da Madalena | Cone costeiro palagonitizado | --                                                                |
| PIC 5                                                             | Lajido de Santa Luzia                                                     | Lajido de Santa Luzia | Escoada lávica | --                                                                |
| PIC 6                                                             | Montanha                                                                  | Montanha do Pico | Estratovulcão | --                                                                |
| PIC 7                                                             | Planalto da Achada                                                        | Planalto da Achada | Estrutura vulcânica | --                                                                |
| PIC 8                                                             | Ponta da Ilha                                                             | Ponta da Ilha | Estrutura vulcânica | --                                                                |
| PIC 9                                                             | Algar/Gruta do Canto da Serra                                             | Algar do Canto da Serra | Caverna | --                                                                |
| PIC 10                                                            | Fajã lávica de São Mateus                                                 | São Mateus do Pico | Delta lávico | --                                                                |
| PIC 11                                                            | Fajã lávica das Ribeiras                                                  | Santa Cruz das Ribeiras | Delta lávico | --                                                                |
| PIC 12                                                            | Furna Vermelha                                                            | Furna Vermelha | Cavidade vulcânica | --                                                                |
| PIC 13                                                            | Gruta dos Montanheiros                                                    | Gruta dos Montanheiros | Tubo lávico | --                                                                |
| PIC 14                                                            | Hornitos e Furna de Frei Matias                                           | Furna de Frei Matias | Hornitos e tubo lávico | --                                                                |
| PIC 15                                                            | Lajido da Criação Velha                                                   | Criação Velha | Escoada lávica | --                                                                |
| PIC 16                                                            | Lomba do Fogo                                                             | Lomba do Fogo | -- | --                                                                |
| PIC 17                                                            | Ponta do Mistério                                                         | Ponta do Mistério | -- | --                                                                |
| PIC 18                                                            | Cabeço Debaixo da Rocha                                                   | Cabeço Debaixo da Rocha | -- | --                                                                |
| São Jorge                                                         |                                                                           | | |                                                                   |
| SJO 1                                                             | Arriba das Fajãs dos Vimes - São João                                     | Fajã dos Vimes Fajã de São João Fajã dos Bodes | Fajãs detríticas | --                                                                |
| SJO 2                                                             | Cordilheira vulcânica central                                             | Cordilheira vulcânica central de São Jorge | Vulcanismo fissural | --                                                                |
| SJO 3                                                             | Fajã do Ouvidor                                                           | Fajã do Ouvidor Fajã da Ribeira da Areia | Delta lávico | --                                                                |
| SJO 4                                                             | Fajãs dos Cubres e da Caldeira do Santo Cristo                            | Fajã dos Cubres Caldeira do Santo Cristo | Fajãs detríticas | --                                                                |
| SJO 5                                                             | Morro de Velas e Morro de Lemos                                           | Morro de Velas Morro de Lemos | Cone costeiro, palagonitizado | --                                                                |
| SJO 6                                                             | Ponta dos Rosais                                                          | Ponta dos Rosais | Falésia costeira | --                                                                |
| SJO 7                                                             | Mistério da Urzelina                                                      | Urzelina Vulcão da Urzelina | Escoada e delta lávico | --                                                                |
| SJO 8                                                             | Ponta e ilhéu do Topo                                                     | Ponta do Topo Ilhéu do Topo | -- | --                                                                |
| Graciosa                                                          |                                                                           | | |                                                                   |
| GRA 1                                                             | Caldeira e Furna do Enxofre                                               | Caldeira da Graciosa Furna do Enxofre | -- | --                                                                |
| GRA 2                                                             | Caldeirinha de Pêro Botelho                                               | Caldeirinha de Pêro Botelho | Algar | --                                                                |
| GRA 3                                                             | Ponta da Barca e Ilhéu da Baleia                                          | Ponta da Barca Ilhéu da Baleia Farol da Ponta da Barca | -- | --                                                                |
| GRA 4                                                             | Porto Afonso e Redondo                                                    | Afonso do Porto | -- | --                                                                |
| GRA 5                                                             | Ponta do Carapacho, Ponta da Restinga e Ilhéu de Baixo                    | Ponta do Carapacho Ponta da Restinga Ilhéu de Baixo Termas do Carapacho Farol da Ponta do Carapacho | -- | --                                                                |
| GRA 6                                                             | Arribas da Serra Branca e Baía do Filipe                                  | Serra Branca Baía do Filipe | -- | --                                                                |
| GRA 7                                                             | Baía da Vitória                                                           | Baía da Vitória | -- | --                                                                |
| GRA 8                                                             | Erupção do Pico Timão                                                     | Pico Timão | -- | --                                                                |
| GRA 9                                                             | Santa Cruz da Graciosa                                                    | Santa Cruz da Graciosa | -- | --                                                                |
| Terceira                                                          |                                                                           | | |                                                                   |
| TER 1                                                             | Algar do Carvão                                                           | Algar do Carvão | Cavidade vulcânica de grandes dimensões correspondente ao uma chaminé vulcânica esvaziada. O Algar do Carvão, na zona central da Terceira, é uma chaminé vulcânica, com 80 m de profundidade, que se encontra esvaziada e alberga na sua parte mais profunda um pequeno lago de águas cristalinas. O teto e paredes desabaram em alguns locais, enquanto noutros estão revestidos de obsidiana. A chaminé intercepta o nível freático no aquífero da Caldeira de Guilherme Moniz, o que explica a presença do lago. A constante percolação das águas de infiltração originou a formação de estalactites e estalagmites de opala, que atingem cerca de 1 m de comprimento e 40 a 50 cm de diâmetro, consideradas entre as mais belas e raras existentes em cavidades vulcânicas no Mundo. A vegtação que recobre o cone de escórias, a cratera e a parte superior da antiga conduta vulcânica inclui múltiplas espécies endémicas dos Açores. Também estão presentes espécies de animais invertebrados, com realce para uma espécie de aranha cavernícola endémica. A primeira descida ao algar fez-se em 1893, estando aberto ao público desde 1 de dezembro de 1968. Geossítio prioritário do Geoparque Açores. | 38º43'42"N 27º12'52"W                                             |
| TER 2                                                             | Caldeira de Santa Bárbara e Mistérios Negros                              | Caldeira de Santa Bárbara Mistérios Negros | Grande estratovulcão com dupla caldeira de colapso e grande número de cones adventícios, domos traquíticos e coulées. A Serra de Santa Bárbara é um vulcão poligenético central, inicialmente basáltico, mas com uma pujante fase pós-colapso da caldeira com emissões traquíticas, incluindo grandes volumes de pedra pomes e de obsidianas. No topo do edifício vulcânico está implantada uma caldeira formada por dois colapsos principais, o primeiro dos quais ocorreu há cerca de 25 000 anos, com a caldeira mais recente parcialmente preenchida por vários domos traquíticos. Os flancos do vulcão são notáveis pela presença de mais de 100 centros eruptivos monogenéticos que formaram cones de escórias, domos e coulées, maioritariamente alinhados ao longo dos principais acidentes tectónicos, com destaque para o Rifte da Terceira que atravessa o vulcão de oeste para és-sueste. Implantados no flanco leste do vulcão, sobre o Rifte da Terceira, estão os grandes domos traquíticos dos Mistérios Negros, resultantes da primeira fase da erupção de 1761, formados por espessas lavas traquíticas, em grande parte revestidos de obsidiana negra, o que originou o topónimo. Outros alinhamentos de domos e coulées definem importantes fraturas de orientação geral NO-SE. No flanco norte, o Pico Rachado é um espetacular domo traquítico, bissectado por uma ravina resultante do arrefecimento. Geossítio prioritário do Geoparque Açores. | 38º44'21"N 27º18'57"W                                             |
| TER 3                                                             | Caldeira de Guilherme Moniz                                               | Caldeira de Guilherme Moniz Serra do Morião Pico da Cruz Furna d’Água Furna do Cabrito | Caldeira de colapso preenchida por escoadas basálticas. A Caldeira de Guilherme Moniz está implantada na parte central da ilha Terceira e corresponde a uma depressão vulcânica alongada segundo NO-SE, com diâmetro máximo e mínimo de 4,3 e 2,3 km. Formada há cerca de 23 000 anos, apenas o bordo sul da caldeira está atualmente preservado, correspondendo à Serra do Morião, com escarpas declivosas e altura da ordem de 170 m e onde se podem observar domos e coulées deste vulcão poligenético. O fundo desta caldeira foi ocupado por diversas escoadas lávicas basálticas, com especial destaque para aquelas emitidas há cerca de 2 000 anos pelo sistema vulcânico do Algar do Carvão e que transbordaram do lado leste da caldeira. Dada a fluidez destas lavas (do tipo pahoehoe) desenvolveram-se várias tubos de lava no seu seio, como a Furna d’Água ou a Furna do Cabrito, que albergam um pequeno ribeiro subterrâneo, cuja água é captada para consumo humano e para produção de hidroeletricidade. Na superfície lisa destas escoadas é possível observar múltiplas relheiras (sob a forma de sulcos cortados na rocha, alguns com mais de 30 cm de profundidade) ao longo do antigo caminho da Passagem das Bestas. | 38º42'31"N 27º12'42"W                                             |
| TER 4                                                             | Furnas do Enxofre                                                         | Furnas do Enxofre Central Geotérmica do Pico Alto | Campo fumarólico. As Furnas do Enxofrres são o mais importante campo fumarólico da Terceira, constituído por vários focos do tipo steaming-ground, com temperaturas da ordem de 95°C a 98°C. Esta área termal resulta da ascensão e libertação de vapor de água e gases vulcânicos através de um complexo sistema de fendas, fraturas e poros. As emanações são compostas essencialmente por vapor de água (cerca de 97%), acompanhado por gases vulcânicos contendo sobretudo dióxido de carbono (cerca de 98%) e concentrações muito menores de outros gases como H2S, CH4, H2 e N2. A atividade hidrotermal, o clima e a vegetação da zona favorecem a formação de andosolos termais e depósitos de minerais secundários, sobretudo argilas (brancos) e cristais de enxofre (amarelados). As temperaturas elevadas afetam igualmente as escoadas traquíticas ali existentes, que se apresentam muito alteradas e com coloração avermelhada. Geossítio prioritário do Geoparque Açores. | 38º43'45"N 27º13'53"W                                             |
| TER 5                                                             | Monte Brasil                                                              | Monte Brasil Baía de Angra Baía do Fanal Pico das Cruzinhas Pico do Facho Pico do Zimbreiro | Cone de tufo surtseiano, maioritariamento composto por hialoclastites, com cratera vulcânica bem preservada. O Monte Brasil é um cone de tufos surtseiano, formado por uma erupção vulcânica submarina de natureza basáltica, em águas pouco profundas, que se ligou por um istmo ao resto da ilha, formando uma península com cerca de 1,4 km2. O Monte Brasil é o maior cone de tufo dos Açores, sendo ladeado a leste pela Baía de Angra (a «angra» que deu o nome à cidade), e a oeste pela Baía do Fanal. O tufo exibe numerosos fósseis de moldes da vegetação existente à data da erupção, perfeitos e bem conservados. A sua dupla cratera, muito bem conservada, está rodeada por quatro elevações: o Pico das Cruzinhas, o Pico do Facho, da Vigia da Baleia e o Pico do Zimbreiro, os quais constituem excelentes miradouros sobre a cidade de Angra do Heroísmo e toda a costa sul da Terceira. O Monte Brasil é uma reserva florestal de recreio, funcionando como parque urbano para a cidade, albergando diversas estruturas com elevado interesse histórico-cultural, como é o caso da Fortaleza de São João Baptista, cujas muralhas circundam o cone, a Casa de Regalo e a Ermida de Santo António da Grota. O geossítio integra a Zona Central da Cidade de Angra do Heroísmo, inscrita desde 1983 na Lista do Património Mundial da UNESCO. | 38º38'35"N 27º13'35"W                                             |
| TER 6                                                             | Pico Alto, Biscoito Rachado e Biscoito da Ferraria                        | Pico Alto Biscoito Rachado Biscoito da Ferraria Serra do Labaçal Caldeira da Agualva Rocha do Juncal | Grande vulcão poligenético com poderosas escoadas traquíticas (coulées) e domos lávicos. O Maciço do Pico Alto é o vulcão poligenético mais recente da Terceira, com início da atividade há cerca de 100 000 anos. Anichado sobre o flanco norte do Complexo Vulcânico de Guilherme Moniz, de que poderá ser uma fase tardia, as paredes da caldeira de colapso do Pico Alto apenas são parcialmente visíveis na Serra do Labaçal, na Caldeira da Agualva e na Rocha do Juncal, onde forma uma imponente escarpa traquítica. A depressão da caldeira está preenchida por mais de meia centena de domos e escoadas siliciosas muito espessas, as coulées. Estas formas vulcânicas, os biscoitos, definem importantes alinhamentos tectónicos de orientação NNO-SSE a ENE-OSO, como os existentes no Biscoito Rachado e no Biscoito da Ferraria. Para além dos domos e coilées, predominam os depósitos pomíticos, destacando-se, pela sua singularidade, a presença de bombas de pedra pomes, raras nos Açores. Esta é uma das mais bonitas geopaisagens da ilha Terceira, constituindo um geossítio prioritário do Geoparque Açores. | 38º45'06"N 27º13'08"W                                             |
| TER 7                                                             | Ponta da Serreta e escoadas traquíticas                                   | Ponta do Queimado Fajã da Serreta Biscoito da Fajã Rocha do Peneireiro Farol da Serreta Mata da Serreta Miradouro da Ponta do Raminho Miradouro da Ponta do Queimado Miradouro da Serreta Água Azeda da Serreta Lagoinha | Espessos domos traquíticos e coulées terminando num promontório que forma o ponto mais ocidental da ilha. No oeste e noroeste da Terceira afloram múltiplos domos traquíticos e espessas escoadas lávicas traquíticas (coulées), com dezenas de metros de espessura, associadas a fraturas radiais do Vulcão de Santa Bárbara e ao Rifte da Terceira. Uma das coulées forma o promontório rochoso da Ponta do Queimado (ou Ponta da Serreta), sobre o qual se localizava o Farol da Serreta. Para nordeste da Ponta do Queimado localiza-se a Rocha do Peneireiro, formando sobre a falésia uma fajã, a Fajã da Serreta, delimitada a nordeste pela Ponta do Raminho. A existência desta fajã, habitada durante séculos, deu origem ao topónimo de Biscoito da Fajã aplicado ao conjunto de escoadas e domos que recobrem o extremo oeste da ilha. No Biscoito da Fajã situa-se a Mata da Serreta, a antiga Estalagem da Serreta e vários miradouros. Na base da falésia existem várias nascentes de água rica em ácido carbónico, com destaque para as fontes da Água Azeda da Serreta e da Água Azeda do Raminho. Ao largo da Ponta do Queimado ocorreram varias erupções submarinas ao longo de uma crista submarina (a Crista da Serreta, que no seu ponto mais elevado forma a Baixa da Serreta, com enorme rebentação quando o mar está tempestuoso) resultante de fraturas de direção geral NO-SE associadas ao Rifte da Terceira. No período histórico ocorreram pelos menos duas erupções do vulcão da Serreta, em 1867 e, mais recentemente, de 1998 a 2000, com focos a 8,5 km da costa e a cerca de 500 m de profundidade. Estas erupções apresentam características peculiares, designadamente a formação de balões de lava, num processo que foi designado por atividade serretiana. Neste geossítio é possível apreciar a paisagem costeira da ilha e realizar o percurso pedestre PRC3TER - Serreta, que atravessa depósitos de pedra pomes e de piroclastos ricos em obsidiana. A Lagoinha, um pequeno lago de cratera situado na parte alta do Biscoito da Fajã, é rodeada por vegetação endémica. Geossítio prioritário do Geoparque Açores. | 38º45'51"N 27º21'12"W                                             |
| TER 8                                                             | Fajã da Alagoa-Biscoito das Calmeiras                                     | Fajã da Alagoa Fajãzinha (Agualva) Reserva Natural da Alagoa da Fajãzinha Lagoa da Fajãzinha Biscoito das Colmeias Maciço do Pico Alto                                                                                   | Fajã detrítica limitada por arriba fóssil e cordão de calhau rolado; espessa coulée traquítica formando um curto delta lávico que termina numa falésia com disjunção prismática. A Fajã da Alagoa, também conhecida por Lagoa da Fajãzinha, na costa norte da Terceira é uma antiga baía preenchida por sedimentos. Termina numa praia de calhaus rolados, que em tempos delimitava uma pequena laguna, a alagoa que deu origem ao topónimo, no presente preenchida por sedimentos e transformada em pequenas parcelas de terrenos agrícolas. As arribas fósseis que limitam esta fajã detrítica são de natureza traquítica, com particular destaque para a de oeste, que constituem o Biscoito das Coleias (ou das Calmeiras), uma espessa escoada traquítica (coulée), com origem no Maciço do Pico Alto, que avançou mar adentro formando um delta lávico em forma de promontório, em cuja parte terminal existem diversas reentrâncias delimitadas por falésias com disjunção colunar. Na falésia costeira existem miradouros com vista sobre o litoral norte da ilha. O geossítio está integrado no percurso pedestre homologado Baías da Agualva (PR2TER), com 4 km de extensão. | 38º47'36"N 27º11'23"W                                             |
| TER 9                                                             | Graben das Lajes                                                          | Graben das Lajes Complexo desmantelado da Serra do Cume Ramo Grande Base das Lajes | Grande estrutura tectónica, em graben, que atravessa o nordeste da Terceira, formando a planície do Ramo Grande. O Graben das Lajes é uma das principais estruturas tectónicas da Terceira e dos Açores, atravessando todo o nordeste da ilha. Caracteriza-se por relevo em degraus, formado por um sistema distensivo de falhas ativas, de orientação geral noroeste-sudeste, paralela ao Rifte da Terceira. Evidencia-se por escarpas de falha, marcadas por vertentes inclinadas ao longo das escarpas de falha e por largos patamares abatidos aplainados, com a Base das Lajes, a vila das Lajes e a cidade da Praia da Vitória a ocuparem a parte central da depressão. A estrutura está basculada em direção ao sueste, dando origem à vasta baía da Praia, rodeada pelo extenso areal da praia que deu origem ao topónimo. A escarpa de falha da Serra de Santiago limita o graben a nordeste, enquanto o limite sudoeste é definido pela Falha das Fontinhas. Os fortes e destrutivos sismos dos anos de 1614 e de 1841, a caídas da Praia, que devastaram o Ramo Grande, são testemunhos da atividade sísmica associada a esta estrutura e seus prolongamentos para o mar. Diversos miradouros oferecem boas panorâmicas do vale e das escarpas de falha do graben, com destaque para o miradouro Humberto Delgado, miradouro da Serra do Facho e miradouros da Serra do Cume. | 38º44'49"N 27º05'57"W                                             |
| TER 10                                                            | Ilhéus das Cabras                                                         | Ilhéus das Cabras Gruta Brisa Azul | Cone surtseiano dividido em dois ilhéus pelo tectonismo e erosão marinha. Localizados cerca de 1 km a sul da costa da Serretinha, Feteira, estes ilhéus correspondem aos restos desmantelados um cone costeiro surtseiano formado por uma erupção vulcânica submarina basáltica. O cone está muito erodido, com múltiplas grutas litorais, entre as quais a Gruta Brisa Azul, e está separado em dois ilhéus (os ilhéus Pequeno e Grande), por ação de uma estrutura tectónica de orientação geral NO-SE associada ao Rift da Terceira. Os ilhéus são constituídos por rocha piroclástica consolidada e palagonitizada, de granulometria fina (cinzas e lapilli), de coloração amarelada ou acastanhada, com estratificação nítida. Apresenta fragmentos líticos intercalados resultantes de rochas envolventes da chaminé vulcânica que foram projetadas durante a erupção. Propriedade privada e importante área de nidificação de aves marinhas, os ilhéus serviram para pastoreio. | 38º37'53"N 27º08'47"W                                             |
| TER 11                                                            | Mistério da erupção de 1761 e sistema cavernícola da Malha Grande-Balcões | Erupção dos Picos Gordos Gruta da Malha Gruta da Branca Opala Gruta dos Buracos Gruta dos Balcões Pico das Caldeirinhas Pico do Fogo (Ilha Terceira) Central Geotérmica do Pico Alto                                     | Escoadas lávicas da Erupção dos Picos Gordos de abril de 1761; tubos lávicos. No período de 17 a 29 de abril de 1761 ocorreram, quase em simultâneo, erupções do Vulcão de Santa Bárbara e da região anexa do Sistema Vulcânico Fissural da Terceira. Centradas em torno do lugar dos Picos Gordos, ocorreram duas erupções: (1) uma com origem na câmara magmática do Vulcão de Santa Bárbara, que produziu os domos traquíticos conhecidos dos Mistérios Negros, no flanco leste do vulcão de Santa Bárbara; e (2) uma erupção fissural basáltica associada ao Sistema Vulcânico Fissural da Terceira, com lavas muito fluidas, com focos entre o Pico do Fogo e o Pico das Caldeirinhas. Esta última foi uma erupção estromboliana típica, com emissão de piroclastos e de escoadas basálticas escoriáceas (tipo aa), que escorreram para o norte. As escoadas não atingiram a costa, mas cobriram zonas de solo arável e cultivado e afetaram a parte alta da freguesia dos Biscoitos até às proximidades da igreja de São Pedro. Nas escoadas lávicas encordoadas (tipo pahoehoe) subjacentes à escoada de 1761, com idade inferior a 7 130 anos, desenvolve-se um dos maiores sistemas cavernícolas dos Açores, constituído por uma dezena de grutas lávicas, entre as quais a Gruta da Malha, a Gruta da Branca Opala, a Gruta dos Buracos e a Gruta dos Balcões, esta última o tubo lávico mais extenso da ilha, com cerca de 4,4 km de comprimento. | 38º44'04"N 27º16'41"W                                             |
| TER 12                                                            | Serra do Cume                                                             | Serra do Cume Complexo desmantelado da Serra do Cume Vulcão dos Cinco Picos | Bordo de uma gigantesca caldeira desmantelada pelo tectonismo. A Serra do Cume, e a sua contraparte, a Serra da Ribeirinha, é o bordo da caldeira de colapso do Vulcão dos Cinco Picos, o complexo vulcânico mais antigo da ilha Terceira. Com um diâmetro médio de 7 km, é a maior caldeira vulcânica dos Açores. O interior da caldeira está preenchido por materiais vulcânicos recentes provenientes dos centros eruptivos vizinhos, formando uma extensa planície dominada pelo verde das pastagens e os típicos cerrados divididos por muros de pedra, formando a paisagem conhecida pela manta de retalhos da Terceira. No interior da caldeira ocorre uma dúzia de pequenos cones vulcânicos, na sua maioria cones de escórias associados ao Sistema Vulcânico Fissural da Terceira, acidente tectónico que atravessa a caldeira de noroeste para sueste. Dos miradouros existentes na Serra do Cume vislumbra-se grande parte da ilha e outros geossítios da Terceira, como os Ilhéus das Cabras, as encostas do Vulcão Guilherme Moniz, o Maciço do Pico Alto e o graben das Lajes. | 38º42'37"N 27º06'44"W                                             |
| TER 13                                                            | Biscoitos-Matias Simão                                                    | Biscoitos Paisagem Protegida das Vinhas dos Biscoitos Pico Matias Simão Calheta dos Biscoitos Sorva (Biscoitos) Vinho dos Biscoitos                                                                                      | Escoada lávica ocupada por vinhedos em curraletas; arriba costeira; cone de salpicos (spatter). O litoral dos Biscoitos, costa norte da Terceira, é coberto por escoadas basálticas escoriáceas (tipo aa) emitidas há cerca de 4 500 anos pelo Pico Gordo, um cone de escórias da parte central da ilha. Os principais fluxos lávicos deste cone avançaram cerca de 7 km para norte e atingiram o mar, originaram a ponta rochosa saliente dos Biscoitos e os típicos cordões litorais, que deram origem às piscinas naturais dos Biscoitos. Para o interior ficam as curraletas de muros de pedra seca, que marcam a paisagem geocultural das vinhas dos Biscoitos. O Pico Matias Simão, com 153 m de altitude no cume, a poente dos Biscoitos, é um cone de salpicos (spatter), desmantelado pela erosão marinha, cuja arriba tem na base importantes depósitos de cascalheira de praia. Outrora utilizada como vigia da baleia, alberga um miradouro e um monumental Cruzeiro. | 38º47'57"N 27º17'28"W                                             |
| São Miguel                                                        |                                                                           | | |                                                                   |
| SMG 1                                                             | Caldeira do vulcão das Furnas                                             | Caldeiras das Furnas Vulcão das Furnas Lagoa das Furnas Furnas | -- | --                                                                |
| SMG 2                                                             | Caldeira do vulcão das Sete Cidades                                       | Vulcão das Sete Cidades Lagoa das Sete Cidades Sete Cidades | -- | --                                                                |
| SMG 3                                                             | Caldeira do vulcão do Fogo                                                | Vulcão do Fogo Lagoa do Fogo Pico da Barrosa | -- | --                                                                |
| SMG 4                                                             | Caldeira Velha                                                            | Caldeira Velha | -- | --                                                                |
| SMG 5                                                             | Gruta do Carvão                                                           | Gruta do Carvão | Tubo lávico | --                                                                |
| SMG 6                                                             | Ilhéu de Vila Franca                                                      | Ilhéu de Vila Franca | -- | --                                                                |
| SMG 7                                                             | Lagoas do Congro e dos Nenúfares                                          | Lagoa do Congro Lagoa dos Nenúfares | -- | --                                                                |
| SMG 8                                                             | Ponta da Ferraria e Pico das Camarinhas                                   | Ponta da Ferraria Pico das Camarinhas Termas da Ferraria | -- | --                                                                |
| SMG 9                                                             | Serra Devassa                                                             | Serra Devassa | -- | --                                                                |
| SMG 10                                                            | Vale da Ribeira do Faial da Terra e Fajã do Calhau                        | Ribeira do Faial da Terra Faial da Terra Fajã do Calhau | -- | --                                                                |
| SMG 11                                                            | Caldeira do vulcão da Povoação                                            | Vulcão da Povoação Povoação | -- | --                                                                |
| SMG 12                                                            | Coroa da Furna - Arrenquinha                                              | Coroa da Furna Arrenquinha | -- | --                                                                |
| SMG 13                                                            | Fajã lávica e arriba fóssil da Caloura                                    | Caloura Porto da Caloura Conventinho da Caloura | -- | --                                                                |
| SMG 14                                                            | Fajã lávica e ilhéus dos Mosteiros                                        | Ilhéus dos Mosteiros Mosteiros Pico de Mafra | -- | --                                                                |
| SMG 15                                                            | Morro das Capelas                                                         | Morro das Capelas | -- | --                                                                |
| SMG 16                                                            | Morro de Santa Bárbara, Praias e Badejo                                   | Morro de Santa Bárbara Bandejo | -- | --                                                                |
| SMG 17                                                            | Pico da Vara e Planalto dos Graminhais                                    | Pico da Vara Graminhais | -- | --                                                                |
| SMG 18                                                            | Pisão - Praia (Água D'Alto)                                               | Pisão Praia de Água de Alto Água de Alto | -- | --                                                                |
| SMG 19                                                            | Ponta do Cintrão - Ladeira da Velha                                       | Ponta do Cintrão Ladeira da Velha | -- | --                                                                |
| SMG 20                                                            | Praias Pópulo, Milícias, São Roque e Ilhéu de São Roque                   | Praia do Pópulo Praia das Milícias Praia de São Roque Ilhéu de São Roque | -- | --                                                                |
| SMG 21                                                            | Rocha da Relva                                                            | Ribeira do Faial da Terra Rocha da Relva | -- | --                                                                |
| SMG 22                                                            | Salto da Farinha                                                          | Salto da Farinha | -- | --                                                                |
| SMG 23                                                            | Salto do Cabrito e Caldeiras da Ribeira Grande                            | Salto do Cabrito Caldeiras da Ribeira Grande | -- | --                                                                |
| SMG 24                                                            | Vale da Ribeira Quente                                                    | Ribeira Quente | -- | --                                                                |
| SMG 25                                                            | Vale das Lombadas                                                         | Vale das Lombadas Água das Lombadas | -- | --                                                                |
| SMG 26                                                            | Fontanário da Ribeira Seca                                                | Fontanário da Ribeira Seca Ribeira Seca (Ribeira Grande) | -- | --                                                                |
| SMG 27A                                                           | Geotermia-CL                                                              | Central Geotérmica de Cachaço-Lombadas Campo Geotérmico do Vulcão do Fogo | -- | --                                                                |
| SMG 27B                                                           | Geotermia-PV                                                              | Central Geotérmica do Pico Vermelho Pico Vermelho (Ribeira Grande) | -- | --                                                                |
| Santa Maria                                                       |                                                                           | | |                                                                   |
| SMA 1                                                             | Barreiro da Faneca                                                        | Barreiro da Faneca | Afloramento de argilas avermelhadas do Pliocénico formadas por meteorização de cinzas vulcânicas. O Barreiro da Faneca é um terreno árido e argiloso, de coloração vermelha intensa, que resultou da meteorização de uma camada de cinzas vulcânicas que recobrem uma escoada lávica basáltica. As formações geológicas foram intensamente alteradas, em especial sob ação do clima quente e húmido do Pliocénico, originando argilas avermelhadas. A paisagem apresenta relevo ondulado, com declives suaves e pequenos sulcos formados pela escorrência das chuvas. A zona integra-se na Formação de Feteiras, uma unidade geológica que corresponde ao vulcanismo mais recente ocorrido na ilha de Santa Maria. A formação foi exposta pela retirada da vegetação e do solo que a recobria para exploração para olaria dos barros ali existentes, daí ser um «barreiro». Para evitar o recobrimento do local, o avanço da vegetação é impedido por ações de desflorestação controlada. O Barreiro da Faneca é um dos geossítios mais visitados de Santa Maria e uma das geopaisagens mais características da ilha. | 36º59'59"N 25º07'23"W                                             |
| SMA 2                                                             | Pedreira do Campo                                                         | Pedreira do Campo | Corte mostrando lavas submarinas do Plioceno, com pillow lavas e hialoclastitos. A Pedreira do Campo é uma frente abandonada de exploração de basaltos para produção de britas, com cerca de 260 metros de comprimento, talhada em escoadas lávicas basálticas submarinas. Apresenta uma sequência vulcânica submarina de natureza basáltica (incluindo pillow lavas e hialoclastitos) do Complexo do Facho, que se sobrepõe a rochas sedimentares do Complexo do Touril, constituídas por biocalcarenitos conglomeráticos com conteúdo fóssil abundante e diversificado, datado de aproximada de 5 milhões de anos atrás, do final do Miocénico ao início do Pliocénico. Esta sequência vulcano-sedimentar marinha, e outras similares existentes na ilha de Santa Maria, constituem singularidades no contexto açoriano e da bacia do Atlântico Norte, fornecendo elementos-chave para a interpretação dos processos marinhos no Atlântico, em especial os associados às oscilações do nível médio do mar. | 36º56'49"N 25º08'07"W                                             |
| SMA 3                                                             | Poço da Pedreira                                                          | Poço da Pedreira | -- | --                                                                |
| SMA 4                                                             | Ponta do Castelo                                                          | Ponta do Castelo | -- | --                                                                |
| SMA 5                                                             | Ribeira do Maloás                                                         | Ribeira do Maloás | -- | --                                                                |
| SMA 6                                                             | Baía da Cré                                                               | Baía da Cré | -- | --                                                                |
| SMA 7                                                             | Baía de São Lourenço                                                      | Baía de São Lourenço | -- | --                                                                |
| SMA 8                                                             | Baía do Raposo                                                            | Baía do Raposo | -- | --                                                                |
| SMA 9                                                             | Baía do Tagarete e Ponta do Norte                                         | Baía do Tagarete Ponta do Norte | -- | --                                                                |
| SMA 10                                                            | Baía dos Cabrestantes                                                     | Baía dos Cabrestantes | -- | --                                                                |
| SMA 11                                                            | Barreiro da Malbusca                                                      | Barreiro da Malbusca | -- | --                                                                |
| SMA 12                                                            | Cascata do Aveiro                                                         | Cascata do Aveiro | -- | --                                                                |
| SMA 13                                                            | Figueiral                                                                 | Figueiral | -- | --                                                                |
| SMA 14                                                            | Porto de Vila do Porto                                                    | Porto de Vila do Porto | -- | --                                                                |
| Áreas Marinhas (ZEE dos Açores)                                   |                                                                           | | |                                                                   |
| MAR 1                                                             | Banco D. João de Castro                                                   | Banco D. João de Castro | Monte submarino de baixa profundidade; vulcão e campo fumarólico submarino. O Banco D. João de Castro corresponde a um monte submarino localizado sobre o rifte da Terceira, entre a Terceira e São Miguel, que se eleva a cerca de 1600 m acima dos fundos marinhos vizinhos e cujo topo se encontra atualmente a cerca de 12 m de profundidade. Este edifício vulcânico submarino tem uma cratera no topo, com 450 m de diâmetro e cerca de 28 m de desnível, onde existe um importante campo fumarólico associado a fontes hidrotermais de baixa profundidade, onde foram medidas temperaturas entre 39 e 83 °C. Este vulcão poligenético já formou pelo menos uma vez uma ilha, a Ilha Nova, aquando da erupção vulcânica ocorrida no ano de 1720, a qual entretanto desapareceu por ação erosiva marinha e devido ao colapso parcial do cone vulcânico. Este é um geossítio do Geoparque Açores está integrado no Parque Marinho dos Açores, na Rede Natura 2000 e classificado como área OSPAR. | 38º13’17"N 26º35’52"W                                             |
| MAR 2                                                             | Dorsal Atlântica e campos hidrotermais                                    | Dorsal Média do Atlântico Campos hidrotermais | Troço da Dorsal Mesoatlântica, com vários campos hidrotermais de grande profundidade. Constituído pelo troço da Dorsal Média do Atlântico que atravessa a zona económica exclusiva dos Açores, entre os grupos ocidental e central, a cerca de 115 km para oeste da ilha do Faial, com profundidades que variam entre os 840 m e os 3000 m. Constitui um importante segmento do mais extenso vale de rifte ativo do Mundo (mais de 16 000 km desde o Ártico até ao sul da África), incluindo a junção tripla dos Açores e o bordo ocidental da microplaca dos Açores. Sendo um rifte ativo, associado à formação do Oceano Atlântico e à sua expansão, a região é sísmica e vulcanicamente ativa, expandindo-se a um ritmo médio de 2 cm/ano. Associadas a esta dorsal, existem numerosos campos hidrotermais de profundidade, zonas dos fundos marinhos onde há libertação de fluidos quentes ricos em minerais, entre os quais o Campo Hidrotermal Lucky Strike e o Campo Hidrotermal Menez Gwen que integram o Parque Marinho dos Açores. É o geossítio de maior relevância internacional do Geoparque Açores. | 39º 07’16"N 30º03’32"W                                            |
| MAR 3                                                             | Canal Faial-Pico e Baixa do Sul                                           | Canal Faial-Pico Baixa do Sul | Estruturas geológicas submarinas e cones costeiros palagonitizados. O Faial e o Pico estão separados por um canal com cerca de 6 km de largura e que em termos vulcanológicos constitui o prolongamento submerso daquelas ilhas. A norte do alinhamento formado pela Ponta da Espalamaca com os ilhéus da Madalena, o canal tem uma profundidade média de 95 m, enquanto que para sul a profundidade média é de cerca de 140 m, o que faz deste canal uma estrutura recente, já que durante a última glaciação as duas ilhas estavam unidas devido à descida do nível médio do mar. Para além dos cones de tufos submarinos da Baixa do Norte e da Baixa do Sul, o canal Faial-Pico é caracterizado por diversos alinhamentos que correspondem na sua maioria a prolongamentos das fraturas associadas ao graben de Pedro Miguel, implantado na zona leste do Faial, incluindo zonas de atividade hidrotermal e recifes rochosos. Para além da zona marinha entre as duas ilhas, este geossítio engloba a zona costeira do Faial, desde a Feteira à Ponta da Ribeirinha, e do Pico, desde o Cais do Mourato ao Porto do Calhau. | 38º32'14"N 28º34'32"                                              |
| MAR 4                                                             | Ilhéus das Formigas e Recife Dollabarat                                   | Ilhéus das Formigas Recife Dollabarat | Pequenos ilhéus e recifes oceânicos de origem vulcânica (basaltos e hialoclastitos). Os Ilhéus das Formigas estão localizados a cerca de 40 km a nordeste da ilha de Santa Maria. São um grupo de rochedos emersos que constituem o topo de um monte submarino de orientação geral norte-sul, originado por vulcanismo basáltico e posteriormente recoberto por sedimentos marinhos, com fósseis. Os rochedos que constituem os ilhéus e recifes vizinhos são constituídos por escoadas lávicas basálticas e hialoclastitos de origem submarina, recobertos por sedimentos calcários fossilíferos, nalguns locais atravessados por um filão basáltico. A parte emersa dos apresenta 11 m de altitude máxima e, em profundidade, os ilhéus prolongam-se para sul pelo Recife Dollabarat, um monte submarino com 3 m de profundidade mínima no seu coroamento. No topo do maior destes rochedos está localizado o Farol das Formigas, totalmente automatizado. | 37°16′11"N 24°42′50"W                                             |